# Képzőművészet

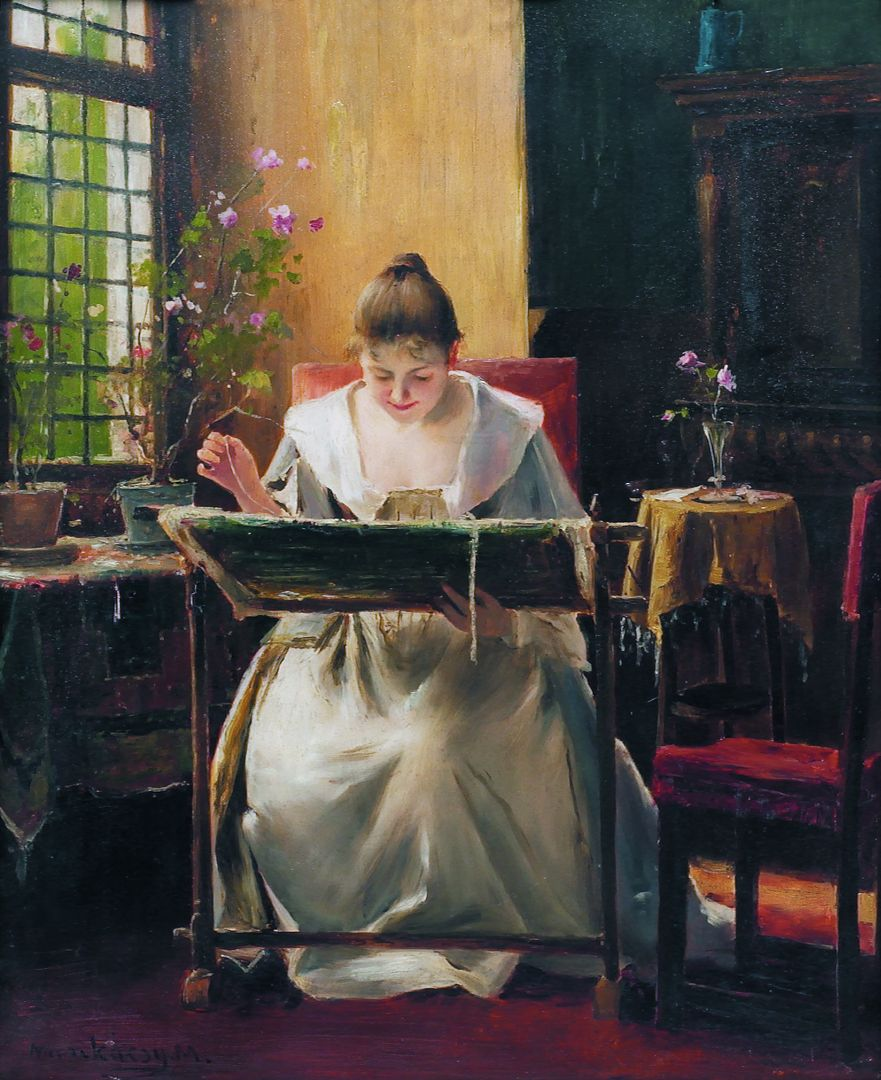
Munkácsy Mihály: Hímző leány (festmény)

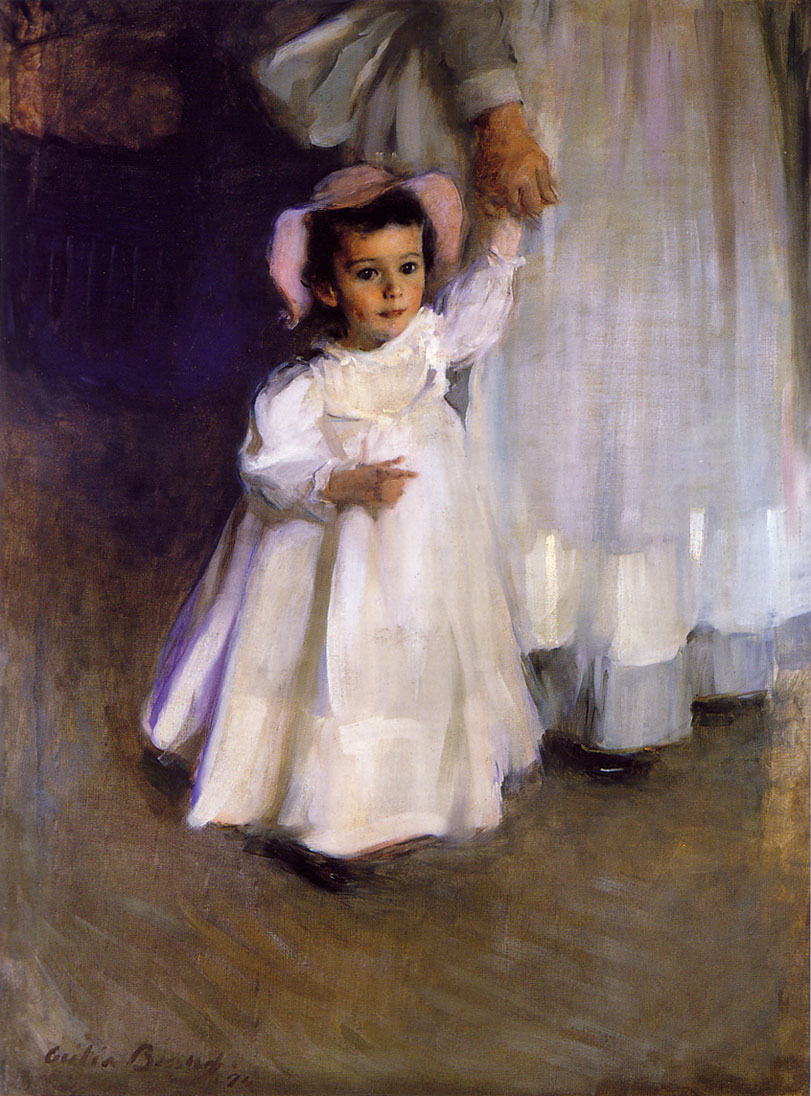
Cecilia Beaux festménye

A képzőművészet fogalma mindazon művészeti ágakat felöleli, melyek eredményét nézni, látni lehet és célja nem valamely konkrét használati funkció kiszolgálása. A képzőművész szemléletének lényege, hogy gondolatai megfogalmazására autonóm műalkotás létrehozása céljával dolgozik. Nem fontos számára művének „használhatósága”.
A korszerű iparművészet és képzőművészet határa összemosódik, mivel az iparművészet számos területén egyre több esetben találhatunk olyan autonóm alkotásokat, melyek a használati tárgyaktól elvonatkoztatott műtárgyak. Használati tárgyként funkciójukat vesztették. A képzőművészet területén is megjelennek az akár ipari sorozatgyártásból ismert használati tárgyak képzőművészeti alkotássá „átalakított” darabjai. Ezt a módszert Man Ray, Marcel Duchamp munkásságában fedezhetjük fel először. Utóbbi nevéhez fűződik a Ready-made műfajának megteremtése. Természetesen a klasszikus képzőművészetnek is van kifejezetten használati célú vonulata, például a portréfestészet, melynek jelentősége és megjelenési formája a fotográfia felfedezésével átalakult, de napjainkig tovább él. A fotóművészet műfaján belül is megtalálható a kettősség. Az iparművészeti szemléletű, azaz alkalmazott fotográfiát leginkább magazinokból, reklámokból ismerhetjük, de vannak képzőművészeti szellemiséggel készült alkotások, melyeket leginkább a kiállítótermekben, könyvekben láthatunk. A grafika műfaján belül szintén jól követhető a képzőművészeti szellemű alkotások megléte, és az elsősorban használati funkciót betöltő iparművészeti szellemiségű alkotások, más szóval, alkalmazott grafikai művek (embléma, logó, reklámfelirat stb).
A testfestés és mozdulatszínház, az interaktív képzőművészet vagy a filmművészet, a performance szintén olyan művészeti területek, amelyek alkalmazzák a képzőművészet eszközeit, és viszont. A képzőművészet és az iparművészet szorosan kapcsolódik egymáshoz, és gyakran nehezen határolhatóak el. Az előadó-művészetet általában nem soroljuk a képzőművészethez, de itt sincs éles határ.

## Képzőművészeti ágak
- Festészet
- Szobrászat
- Éremművészet
- Grafika
- Médiaművészet

Rokon művészeti ágak:
- Textilművészet
- Építészet
- Fotóművészet
- Filmművészet
- Színházművészet

## Története
- A festészet története
- A szobrászat története
- A fényképezés története

## Képzést indító felsőoktatási intézmény
Magyar Képzőművészeti Egyetem

## Művészek
- Fotográfusok listája
- Magyar szobrászok listája

## Külső hivatkozások
- Magyar képzőművészek Archiválva 2014. június 25-i dátummal a Wayback Machine-ben
- Képzőművészet Magyarországon Archiválva 2014. július 9-i dátummal a Wayback Machine-ben
- művészeti adatbázis Archiválva 2014. június 25-i dátummal a Wayback Machine-ben